# 뉘른베르크 S반
뉘른베르크 S반(독일어: S-Bahn Nürnberg)은 독일 뉘른베르크/퓌르트/에를랑겐 및 그 광역권에서 운행하는 광역철도 시스템이다. 모든 노선은 뉘른베르크 중앙역을 중심으로 운영한다. 1987년 9월 26일 뉘른베르크-라우프안데어페그니츠(Lauf an der Pegnitz, 페그니츠강 좌안)까지의 노선이 개업하면서 S반이 영업을 시작했다. 1992년에는 알트도르프, 2001년에는 로트 방면으로 노선이 확대되었다. 2010년 12월 12일에는 안스바흐, 노이마르크트인데어오버팔츠, 밤베르크 방면 노선이 개통했고, 라우프-하르트만스도르프 구간 연장 노선이 영업을 시작했다. 2017년 12월 10일에는 안스바흐-돔뷜, 2020년 12월 13일에는 알러스베르크 방면 노선이 영업을 시작했다. 2021년 12월 12일 노이슈타트 (아이슈) 방면 S 6 노선이 개통하면서 총 노선 길이는 320.0 km에 6개 노선이 영업 중이다.
DB 레기오에서 운영하고 있으며 뉘른베르크 광역권 교통조합(Verkehrsverbund Großraum Nürnberg, VGN)의 통합 운임을 적용받는다. 뉘른베르크 U반 및 뉘른베르크 노면전차와 더불어 뉘른베르크의 대중 철도교통을 담당하고 있다.
2022년 12월 11일 시간표 개정부터 S1, S2, S3, S4, S6 노선이 주말에 24시간 운영을 시작했다.

## 같이 보기
- 뉘른베르크 U반

## 참고 문헌
- Deutsche Bundesbahn, 편집. (1992). 《S-Bahn Nürnberg Netz ’92》. Die Deutsche Bahn. Darmstadt: Hestra-Verlag.
- Jürgen Seiler (2001). 《Erste Baustufe der Nürnberger S-Bahn vollendet》. Eisenbahntechnische Rundschau. Hamburg: Eurailpress – Deutscher Verkehrs-Verlag GmbH. 435–445쪽. ISSN 0013-2845.
- Alexius Schilcher (2007). 《S-Bahn Nürnberg – betriebliche Infrastrukturplanungen für die nächsten Ausbaumaßnahmen》. Eisenbahntechnische Rundschau. Hamburg: Eurailpress – Deutscher Verkehrs-Verlag GmbH. 28–35쪽. ISSN 0013-2845.